# Iris (opera)

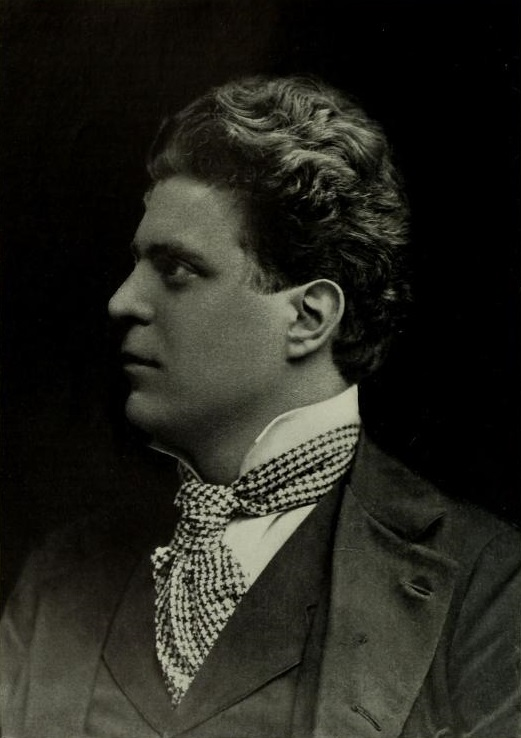
Pietro Mascagni

Iris är en italiensk opera i tre akter med musik av Pietro Mascagni och libretto av Luigi Illica.

## Historia
Operan hade premiär den 22 november 1898 på Teatro dell'Opera di Roma i Rom. Efter På Sicilien blev Iris Mascagnis största succé men den nådde inte på långt när upp i samma popularitet. Endast den inledande hymnen till solen och tenorarian Apria la tua finestra framförs fortfarande.

## Personer
- Iris (sopran)
- Cieco (bas)
- Osaka (tenor)
- Kyoto (baryton)
- Geisha (sopran)
- Lumpsamlaren (tenor)
- Matthandlaren (tenor)

## Handling

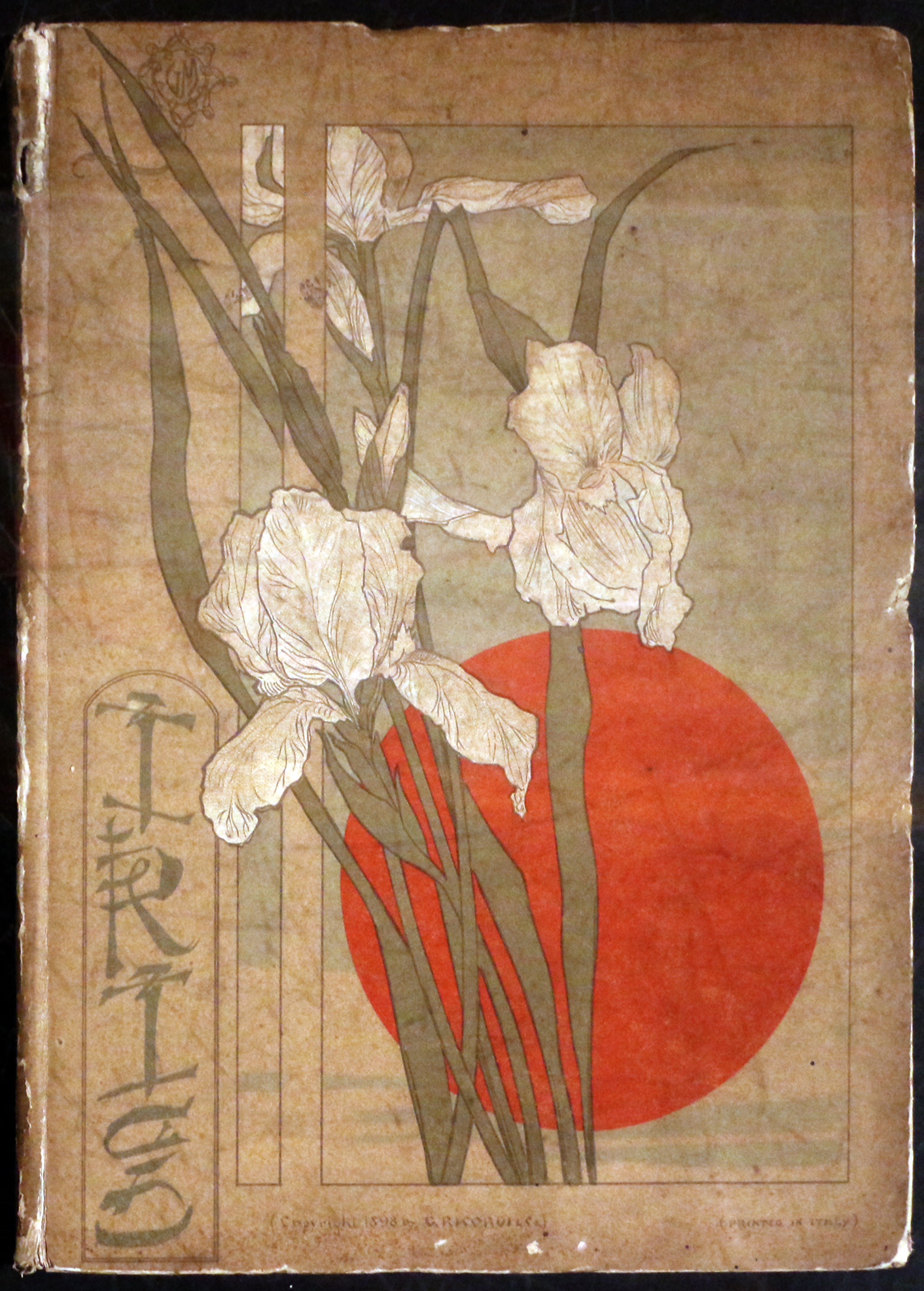
Framsida till librettot.

### Akt I
Iris bor med sin far, den blinde Cieco. Adelsmannen Osaka är betagen av hennes skönhet och ämnar röva bort henne. Han lierar sig med kopplaren Kyoto. Denne arrangerar ett marionettspel som han förstår kommer att fånga Iris intresse, och medan hon sitter och ser på det närmar sig tre geishor. I skydd av deras fladdrande dräkter förs hon bort. Osaka skickar pengar till hennes gamle far, som därför tror att Iris frivilligt har följt med geishorna till Yashiwara där glädjeflickorna håller till. Han beger sig dit och letar efter henne med hjälp av två vänner.

### Akt II
När Iris vaknar är hon omgiven av lyx och tror först att hon är död och har kommit till paradiset. Osaka kommer in och hon tror att han är solgudens son, men han säger att hans namn är "Vällust". Hon har läst att vällust betyder döden och avvisar honom förskräckt. Till slut blir Osaka trött på hennes barnslighet och överlåter henne till Kyoto, som klär henne i en överdådig kimono och placerar henne på balkongen till sitt glädjehus. Osaka försöker än en gång göra närmanden, men förgäves. Då Cieco får veta att hans dotter exponeras som geisha överöser han henne med smuts, och djupt skakad kastar hon sig från ett fönster och faller ned i en öppen kloak.

### Akt III
Iris hittas av några lumpsamlare som tror att hon är död och skall just stjäla hennes vackra kläder och smycken, men så märker de att hon fortfarande andas. De blir rädda och flyr. Osynliga röster berättar för henne om världen och ödet. Medan hon lyssnar blir himlen rosafärgad och hon minns sin lyckliga tid medan blommorna slår ut runt henne och solen går upp i all sin glans.